# Клявсы
Клявсы (бел. Кляўсы) — деревня в Браславском районе Витебской области Беларуси. Входит в состав Тетерковского сельсовета.

## География
Деревня находится в западной части Витебской области, к югу от озера Укля, к северу от автодороги Н-2103, на расстоянии приблизительно 18 километров (по прямой) к юго-востоку от города Браслав, административного центра района. Абсолютная высота — 146 метров над уровнем моря. Площадь населённого пункта — 0,0346 км².

## История
По состоянию на 1905 год, в деревне проживало 218 человек (122 мужчин и 96 женщин). В административном отношении входила в состав Перебродской волости Дисненского уезда Виленской губернии.
В 1921 году входила в состав гмины Пшебродзе Дисенского повета Виленского воеводства Второй Польской республики. Числилось 173 жителя (76 мужчин и 97 женщин), проживавших в 32 домах. В этническом составе населения того периода белорусы составляли 100 %. В конфессиональном составе населения преобладали православные христиане (93,6 %), также были представлены католики (6,4 %).

## Население
По данным переписи 2019 года, постоянное население в деревне отсутствовало.
| Год  | Население, человек |
| ---- | ------------------ |
| 1905 | 218                |
| 1921 | ↘ 173              |
| 2009 | ↘ 3                |
| 2019 | ↘ 0                |